# Новое Батурино
Новое Батурино — деревня в Рыбновском районе Рязанской области, административный центр Батуринского сельского поселения.

## География
Расположено на западе центральной части района, на реке Мече, в 3 километрах от автомобильной трассы М5.

## История
Населенный пункт известен с 1790 года, как село, основанное переселенцами из деревни Батурино Зарайского уезда. Деревня входила в Зарайский уезд Рязанской губернии, относилась к приходу села Истобники Рязанского уезда.
В статистике 1859 года упоминается как Батурино Новое. В 1866 году — деревня временнообязанных крестьян. Имелась водяная мельница "о 4 поставах". В начале XX века в деревне имелись 2 мелочные лавки, чайная лавка. Входила в Старолетовскую волость Зарайского уезда. С 1929 года — в границе Рыбновского района Рязанского округа (с 1937 года — Рязанской области). С 2004 года — административный центр сельского поселения Батуринское.

## Население
| 1859 | 1906 | 2010 |
| ---- | ---- | ---- |
| 165  | ↗369 | ↗649 |

## Инфраструктура
В деревне имеется средняя общеобразовательная школа, открытая в 1969 году, магазины, почта.

## Транспорт
Транспортные связи с деревней осуществляются автобусным рейсом Батурино - Рязань.